# Derek Cornelius
Derek Austin Cornelius (Ajax, 25 novembre 1997) è un calciatore canadese, difensore dell'Olympique Marsiglia.

## Caratteristiche tecniche
È un difensore centrale.

## Carriera

### Club
Il 18 gennaio 2019 viene acquistato dai Vancouver Whitecaps.
Il 12 luglio 2021 viene ceduto in prestito al Panaitōlikos.
Il 15 dicembre 2022 viene ceduto a titolo definitivo al Malmö FF, entrando così a far parte della squadra che conquista il titolo svedese nel 2023 e, nonostante la sua cessione avvenuta a campionato in corso, anche nel 2024.
Il 4 agosto 2024 viene acquistato dall'Olympique Marsiglia.

### Nazionale
Il 9 settembre 2018 ha esordito con la Nazionale canadese in occasione del match di qualificazione per la CONCACAF Gold Cup vinto 8-0 contro le Isole Vergini americane.

## Statistiche

### Cronologia presenze e reti in nazionale
| Cronologia completa delle presenze e delle reti in nazionale ― Canada | Cronologia completa delle presenze e delle reti in nazionale ― Canada | Cronologia completa delle presenze e delle reti in nazionale ― Canada | Cronologia completa delle presenze e delle reti in nazionale ― Canada | Cronologia completa delle presenze e delle reti in nazionale ― Canada | Cronologia completa delle presenze e delle reti in nazionale ― Canada | Cronologia completa delle presenze e delle reti in nazionale ― Canada | Cronologia completa delle presenze e delle reti in nazionale ― Canada |
| Data                                                                  | Città                                                                 | In casa                                                               | Risultato                                                             | Ospiti                                                                | Competizione                                                          | Reti                                                                  | Note                                                                  |
| --------------------------------------------------------------------- | --------------------------------------------------------------------- | --------------------------------------------------------------------- | --------------------------------------------------------------------- | --------------------------------------------------------------------- | --------------------------------------------------------------------- | --------------------------------------------------------------------- | --------------------------------------------------------------------- |
| 9-9-2018                                                              | Bradenton                                                             | Isole Vergini Americane                                               | 0 – 8                                                                 | Canada                                                                | CONCACAF Nations League 2019-2020 - Qualificazioni                    | -                                                                     |                                                                       |
| 17-10-2018                                                            | Toronto                                                               | Canada                                                                | 5 – 0                                                                 | Dominica                                                              | CONCACAF Nations League 2019-2020 - Qualificazioni                    | -                                                                     |                                                                       |
| 19-11-2018                                                            | Basseterre                                                            | Saint Kitts e Nevis                                                   | 0 – 1                                                                 | Canada                                                                | CONCACAF Nations League 2019-2020 - Qualificazioni                    | -                                                                     |                                                                       |
| 24-3-2019                                                             | Vancouver                                                             | Canada                                                                | 4 – 1                                                                 | Guyana francese                                                       | CONCACAF Nations League 2019-2020 - Qualificazioni                    | -                                                                     |                                                                       |
| 16-6-2019                                                             | Pasadena                                                              | Canada                                                                | 4 – 0                                                                 | Martinica                                                             | Gold Cup 2019 - 1º turno                                              | -                                                                     |                                                                       |
| 20-6-2019                                                             | Commerce City                                                         | Messico                                                               | 3 – 1                                                                 | Canada                                                                | Gold Cup 2019 - 1º turno                                              | -                                                                     |                                                                       |
| 24-6-2019                                                             | Charlotte                                                             | Canada                                                                | 7 – 0                                                                 | Cuba                                                                  | Gold Cup 2019 - 1º turno                                              | -                                                                     |                                                                       |
| 30-6-2019                                                             | Houston                                                               | Haiti                                                                 | 3 – 2                                                                 | Canada                                                                | Gold Cup 2019 - Quarti di Finale                                      | -                                                                     |                                                                       |
| 8-9-2019                                                              | Toronto                                                               | Canada                                                                | 6 – 0                                                                 | Cuba                                                                  | CONCACAF Nations League 2019-2020 - 1º Turno                          | -                                                                     |                                                                       |
| 11-9-2019                                                             | George Town                                                           | Cuba                                                                  | 0 – 1                                                                 | Canada                                                                | CONCACAF Nations League 2019-2020 - 1º turno                          | -                                                                     | 61’                                                                   |
| 16-10-2019                                                            | Toronto                                                               | Canada                                                                | 2 – 0                                                                 | Stati Uniti                                                           | CONCACAF Nations League 2019-2020 - 1º turno                          | -                                                                     |                                                                       |
| 16-11-2019                                                            | Orlando                                                               | Stati Uniti                                                           | 4 – 1                                                                 | Canada                                                                | CONCACAF Nations League 2019-2020 - 1º turno                          | -                                                                     | 48’                                                                   |
| 11-1-2020                                                             | Irvine                                                                | Canada                                                                | 4 – 1                                                                 | Barbados                                                              | CONCACAF Nations League 2019-2020 - 1º turno                          | -                                                                     |                                                                       |
| 11-10-2021                                                            | Kingston                                                              | Giamaica                                                              | 0 – 0                                                                 | Canada                                                                | Qual. Mondiali 2022                                                   | -                                                                     |                                                                       |
| 26-3-2023                                                             | Willemstad                                                            | Curaçao                                                               | 0 – 2                                                                 | Canada                                                                | CONCACAF Nations League 2022-2023 - 1º turno                          | -                                                                     |                                                                       |
| 29-3-2023                                                             | Toronto                                                               | Canada                                                                | 4 – 1                                                                 | Honduras                                                              | CONCACAF Nations League 2022-2023 - 1º turno                          | -                                                                     |                                                                       |
| 13-10-2023                                                            | Niigata                                                               | Giappone                                                              | 4 – 1                                                                 | Canada                                                                | Amichevole                                                            | -                                                                     | 46’                                                                   |
| 21-11-2023                                                            | Toronto                                                               | Canada                                                                | 2 – 3                                                                 | Giamaica                                                              | CONCACAF Nations League 2023-2024 - Quarti di finale                  | -                                                                     |                                                                       |
| 6-6-2024                                                              | Rotterdam                                                             | Paesi Bassi                                                           | 4 – 0                                                                 | Canada                                                                | Amichevole                                                            | -                                                                     |                                                                       |
| 9-6-2024                                                              | Bordeaux                                                              | Francia                                                               | 0 – 0                                                                 | Canada                                                                | Amichevole                                                            | -                                                                     | 71’                                                                   |
| 20-6-2024                                                             | Atlanta                                                               | Argentina                                                             | 2 – 0                                                                 | Canada                                                                | Coppa America 2024 - 1º turno                                         | -                                                                     | 90+3’                                                                 |
| 25-6-2024                                                             | Kansas City                                                           | Perù                                                                  | 0 – 1                                                                 | Canada                                                                | Coppa America 2024 - 1º turno                                         | -                                                                     | 46’                                                                   |
| 29-6-2024                                                             | Orlando                                                               | Canada                                                                | 0 – 0                                                                 | Cile                                                                  | Coppa America 2024 - 1º turno                                         | -                                                                     |                                                                       |
| 5-7-2024                                                              | Arlington                                                             | Venezuela                                                             | 1 – 1 (3 - 4 dtr)                                                     | Canada                                                                | Coppa America 2024 - Quarti di finale                                 | -                                                                     | 50’                                                                   |
| 9-7-2024                                                              | East Rutherford                                                       | Argentina                                                             | 2 – 0                                                                 | Canada                                                                | Coppa America 2024 - Semifinale                                       | -                                                                     |                                                                       |
| 13-7-2024                                                             | Charlotte                                                             | Canada                                                                | 2 – 2 (3 – 4 dtr)                                                     | Uruguay                                                               | Coppa America 2024 - Finale 3º posto                                  | -                                                                     | 67’                                                                   |
| 7-9-2024                                                              | Kansas City                                                           | Stati Uniti                                                           | 1 – 2                                                                 | Canada                                                                | Amichevole                                                            | -                                                                     | 70’                                                                   |
| 10-9-2024                                                             | Arlington                                                             | Messico                                                               | 0 – 0                                                                 | Canada                                                                | Amichevole                                                            | -                                                                     | 84’                                                                   |
| 15-10-2024                                                            | Toronto                                                               | Canada                                                                | 2 – 1                                                                 | Panama                                                                | Amichevole                                                            | -                                                                     | 80’                                                                   |
| 20-3-2025                                                             | Inglewood                                                             | Canada                                                                | 0 – 2                                                                 | Messico                                                               | CONCACAF Nations League 2024-2025 - Semifinale                        | -                                                                     |                                                                       |
| 23-3-2025                                                             | Inglewood                                                             | Canada                                                                | 2 – 1                                                                 | Stati Uniti                                                           | CONCACAF Nations League 2024-2025 - Finale 3º posto                   | -                                                                     |                                                                       |
| 7-6-2025                                                              | Toronto                                                               | Canada                                                                | 4 – 2                                                                 | Ucraina                                                               | Amichevole                                                            | -                                                                     | 64’                                                                   |
| 10-6-2025                                                             | Toronto                                                               | Canada                                                                | 0 – 0 (4 – 5 dtr)                                                     | Costa d'Avorio                                                        | Amichevole                                                            | -                                                                     | 48’                                                                   |
| 24-6-2025                                                             | Houston                                                               | Canada                                                                | 2 – 0                                                                 | El Salvador                                                           | Gold Cup 2025 - 1º turno                                              | -                                                                     | 57’                                                                   |
| 29-6-2025                                                             | Minneapolis                                                           | Canada                                                                | 1 – 1 (5 – 6 dtr)                                                     | Guatemala                                                             | Gold Cup 2025 - Quarti di finale                                      | -                                                                     |                                                                       |
| Totale                                                                |                                                                       | Presenze                                                              | 35                                                                    |                                                                       | Reti                                                                  | 0                                                                     |                                                                       |

## Palmarès

### Club

#### Competizioni nazionali
- Campionato svedese: 2

Malmö: 2023, 2024
- Coppa di Svezia: 1

Malmö: 2023-2024